# Hermann-Josef Rupieper

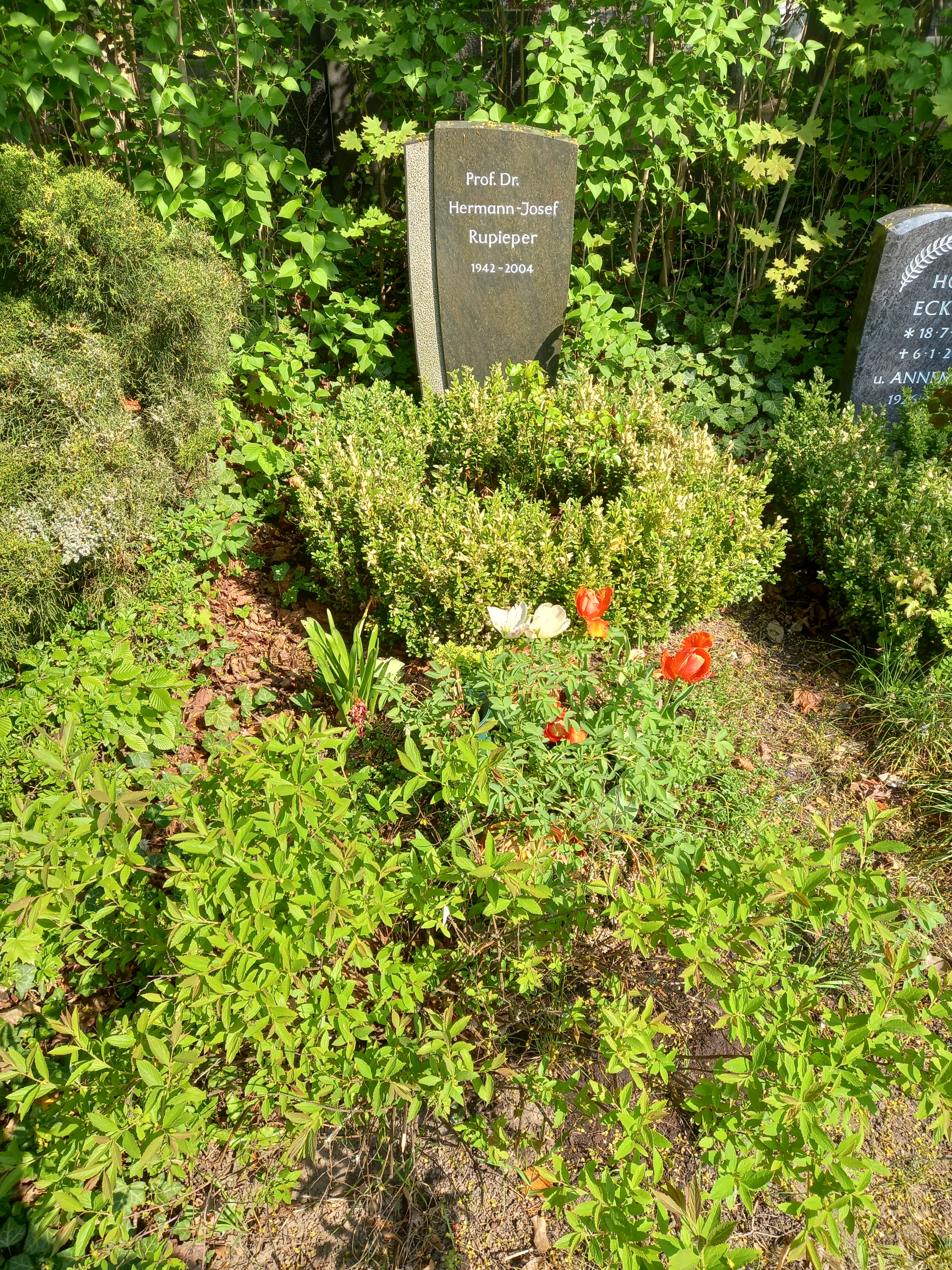
Das Grab von Hermann-Josef Rupieper auf dem Nordfriedhof (Halle)

Hermann-Josef Rupieper (* 23. Februar 1942 in Recklinghausen; † 31. August 2004 auf Kreta) war ein deutscher Historiker.

## Leben
Hermann-Josef Rupieper studierte Geschichte, Anglistik und Politikwissenschaft an der Freien Universität Berlin und wurde 1974 in Stanford (Kalifornien) promoviert. 1981 erfolgte die Habilitation an der Freien Universität Berlin. 1987 amtierte er als erster Geschäftsführender Direktor des Deutschen Historischen Instituts in Washington. 1987 wurde er auf eine Professur für Neuere Geschichte an der Philipps-Universität Marburg berufen. 1993 übernahm er die Professur für Zeitgeschichte am neu gegründeten Institut für Geschichte an der Martin-Luther-Universität Halle-Wittenberg. 
Rupieper forschte zu Themen der amerikanischen, europäischen und deutschen Geschichte des 19. und 20. Jahrhunderts. Er war Herausgeber mehrerer Untersuchungen zur Regional- und Universitätsgeschichte.

## Schriften
- (Hrsg.) mit Alexander Sperk: Die Lageberichte der Geheimen Staatspolizei zur Provinz Sachsen 1933–1936. 3 Bände. Mitteldeutscher Verlag, Halle (Saale) 2003–2006.
- (Hrsg.) mit Friederike Sattler und Georg Wagner-Kyora: Die mitteldeutsche Chemieindustrie und ihre Arbeiter im 20. Jahrhundert. mdv, Halle 2005, ISBN 3-89812-246-8.
- (Hrsg.) Die friedliche Revolution 1989/1990 in Sachsen-Anhalt. Landeszentrale für Politische Bildung Sachsen-Anhalt, 2. Auflage, Magdeburg 2004.
- (Hrsg.) in Verbindung mit Daniel Bohse und Inga Grebe: „... und das Wichtigste ist doch die Einheit“. Der 17. Juni 1953 in den Bezirken Halle und Magdeburg (= Forschungen zur neuesten Geschichte. Bd. 1). Lit, Münster 2003, ISBN 3-8258-6775-7.
- (Hrsg.) Beiträge zur Geschichte der Martin-Luther-Universität Halle-Wittenberg. 1502–2002. mdv, Halle 2002.
- Die Wurzeln der westdeutschen Nachkriegsdemokratie. Der amerikanische Beitrag 1945–1952. Westdeutscher Verlag, Opladen 1993.
- Der besetzte Verbündete. Die amerikanische Deutschlandpolitik 1949–1955. Westdeutscher Verlag, Opladen 1990.
- Arbeiter und Angestellte im Zeitalter der Industrialisierung. Eine sozialgeschichtliche Studie am Beispiel der Maschinenfabriken Augsburg und Nürnberg (MAN) 1837–1914. Campus, Frankfurt 1981.